# Rhinolophus thailandensis
Rhinolophus thailandensis és una espècie de ratpenat de la família dels rinolòfids. És endèmic del nord de Tailàndia.

## Descripció

### Dimensions
És un ratpenat de mida mitjana, amb una llargada del cap i del cos entre 63 i 72 mm, la llargada de l'avantbraç entre 56,22 i 61,16 mm, la llargada de la cua entre 18 i 24 mm, la llargada del peu entre 14 i 15 mm i la llargada de les orelles entre 26,21 i 32 mm.

### Descripció
El pelatge és llarg. Les parts dorsals varien del marró al marró-groguenc amb la base dels pèls blanquinosa, mentre que les parts ventrals són marró-groguenques amb la base dels pèls grisenca. Les orelles són llargues. La fulla nasal presenta una agulla llarga, triangular i amb les vores drets, un procés connectiu amb el perfil arcat i una depressió ampla a la base i estreta a l'extremitat. La porció anterior és ampla, cobreix completament el musell i té una cavitat central profunda a la base. El llavi inferior té un sol solc longitudinal. Les membranes alars són de color marró fosc. La cua és llarga i inclosa completament a l'ample uropatagi. El cariotip és 2n=60 Fna=64.

## Biologia

### Comportament
Es refugia a l'interior de coves.

### Alimentació
S'alimenta d'insectes.

## Distribució i hàbitat
Aquesta espècie és coneguda només a la província tailandesa septentrional de Chiang Mai.

## Estat de conservació
Com que fou descoberta fa poc, l'estat de conservació d'aquesta espècie encara no ha estat avaluat formalment.